# سامانثا هيل
سامانثا هيل (بالإنجليزية: Samantha Hill)‏ هي لاعبة كرة الماء أمريكية، ولدت في 8 يونيو 1992 في هونولولو في الولايات المتحدة.

## وصلات خارجية
- سامانثا هيل على موقع الاتحاد الدولي للسباحة (الإنجليزية)
- سامانثا هيل على موقع اللجنة الأولمبية الدولية (الإنجليزية)
- سامانثا هيل على موقع أوليمبيديا (الإنجليزية)
- سامانثا هيل على موقع اللجنة الأولمبية والبارالمبية الأمريكية (الإنجليزية)